# Silverton (Colorado)
Silverton is een plaats (town) in de San Juan Mountains in de Amerikaanse staat Colorado, en valt bestuurlijk gezien onder San Juan County.

## Demografie
Bij de volkstelling in 2000 werd het aantal inwoners vastgesteld op 531.
In 2006 is het aantal inwoners door het United States Census Bureau geschat op 548, een stijging van 17 (3,2%).

## Geografie
Volgens het United States Census Bureau beslaat de plaats een oppervlakte van
2,1 km², geheel bestaande uit land. Silverton ligt op ongeveer 2837 m boven zeeniveau.

## Plaatsen in de nabije omgeving
De onderstaande figuur toont nabijgelegen plaatsen in een straal van 40 km rond Silverton.